# Pedro Calahorra Martínez
Pedro Calahorra Martínez (Zaragoza, 1932) es un sacerdote y musicólogo español.

## Vida
Nacido en Zaragoza, hijo Francisco y Luisa; el padre era linotipista. La familia tenía seis hijos, de los que una falleció pronto.
Se educó musicalmente con Gregorio Arciniega Mendi en el coro de infanticos del Pilar, en Zaragoza, entre 1939 y 1944. Aunque el coro se llamase de «infantes del Pilar», cinco de ellos cantaban en el el Pilar y otros cinco, entre ellos Calahorra, cantaban en la Seo.
Con trece años pasó a ser aprendiz de dependiente en los almacenes El Pilar en la calle Alfonso.
Estudió en el seminario de Alcorisa.Se ordenó como sacerdote en 1958 y fue enviado a Roma, al Pontificio Instituto de Música Sacra donde estudió de 1958 a 1961 bajo Higinio Anglés. Allí obtuvo el título de Magisterio in Canto Gregoriano en 1961.
Es miembro de la Real Academia de Bellas Artes de San Luis de Zaragoza.
A 2018 era el vicario de la parroquia de San Braulio en Zaragoza.

## Obra
Calahorra está especializado en la música aragonesa de los siglos XV a XVII, sobre la que ha escrito numerosos libros y artículos. Entre sus libros destacan Historia de la música en Aragón (s.I- XVII), La música en Zaragoza en los siglos XVI y XVII. Organistas, organeros y órganos y La música en Zaragoza en los siglos XVI y XVII. Polifonistas y ministriles. En 1985 fundó la revista Nasarre, que dirigió hasta 1995.
Como investigador, trabajó en la catalogación y el inventario del archivo musical de las catedrales de Tarazona, Jaca y colegiata de Daroca. Ha publicado 36 artículos en diversas revistas y ha organizado numerosos congresos y encuentros sobre música, como el Encuentro de Música Ibérica, y el Congreso Nacional de Musicología. Fundó y dirigió la sección de Música Antigua de la Institución Fernando el Católico.
Es el fundador del Festival de Música Antigua de Daroca, que se celebra desde 1979.

## Reconocimientos
- Premio Fundación Uncastillo (2014)[3]

En 2018 el Festival de Música Antigua de Daroca homenajeó a Calahorra.